# 대한민국 제19대 대통령 선거 대구광역시
이 문서는 대한민국 제19대 대통령 선거의 대구광역시 지역 개표 결과이다.

## 개표 결과

### 중구
|  | 47.54% |

|  | 22.09% |

|  | 13.80% |

|  | 11.41% |

|  | 4.56% |

|  | 0.30% |

|  | 0.08% |

|  | 0.07% |

|  | 0.04% |

|  | 0.04% |

|  | 0.01% |

|  | 0.01% |

|  | 0.00% |

### 동구
|  | 44.41% |

|  | 20.99% |

|  | 15.88% |

|  | 13.90% |

|  | 4.21% |

|  | 0.27% |

|  | 0.08% |

|  | 0.06% |

|  | 0.05% |

|  | 0.03% |

|  | 0.02% |

|  | 0.01% |

|  | 0.01% |

### 서구
|  | 54.15% |

|  | 17.32% |

|  | 14.02% |

|  | 9.65% |

|  | 4.23% |

|  | 0.20% |

|  | 0.12% |

|  | 0.08% |

|  | 0.06% |

|  | 0.05% |

|  | 0.03% |

|  | 0.02% |

|  | 0.01% |

### 남구
|  | 50.51% |

|  | 19.94% |

|  | 14.03% |

|  | 10.40% |

|  | 4.50% |

|  | 0.28% |

|  | 0.08% |

|  | 0.07% |

|  | 0.04% |

|  | 0.03% |

|  | 0.02% |

|  | 0.02% |

|  | 0.01% |

### 북구
|  | 44.05% |

|  | 22.69% |

|  | 15.37% |

|  | 12.31% |

|  | 5.02% |

|  | 0.22% |

|  | 0.10% |

|  | 0.05% |

|  | 0.04% |

|  | 0.03% |

|  | 0.02% |

|  | 0.01% |

|  | 0.01% |

### 수성구
|  | 43.26% |

|  | 22.82% |

|  | 15.36% |

|  | 13.57% |

|  | 4.49% |

|  | 0.25% |

|  | 0.06% |

|  | 0.04% |

|  | 0.04% |

|  | 0.02% |

|  | 0.02% |

|  | 0.01% |

|  | 0.01% |

### 달서구
|  | 44.43% |

|  | 22.17% |

|  | 15.53% |

|  | 12.21% |

|  | 5.04% |

|  | 0.30% |

|  | 0.09% |

|  | 0.05% |

|  | 0.05% |

|  | 0.03% |

|  | 0.02% |

|  | 0.01% |

|  | 0.01% |

### 달성군
|  | 43.73% |

|  | 23.13% |

|  | 15.60% |

|  | 11.63% |

|  | 5.30% |

|  | 0.17% |

|  | 0.14% |

|  | 0.08% |

|  | 0.05% |

|  | 0.03% |

|  | 0.03% |

|  | 0.02% |

|  | 0.02% |

## 전체 결과
|  | 45.36% |

|  | 21.76% |

|  | 14.97% |

|  | 12.60% |

|  | 4.72% |

|  | 0.25% |

|  | 0.09% |

|  | 0.06% |

|  | 0.05% |

|  | 0.03% |

|  | 0.02% |

|  | 0.02% |

|  | 0.01% |

자유한국당 홍준표 후보가 45.36%의 득표율을 기록하면서 대구광역시에서 승리를 거두었다. 다만 그동안 대구광역시가 보수정당에게 높은 지지도를 보여주었던 지역이었던 것을 보았을 때 이번 선거에서 홍준표 후보는 과반 이하의 득표율을 기록하면서 부진하였다. 이와 함께 민주화 이후 처음으로 대구광역시에서 과반 미만의 득표율을 기록한 보수정당 후보가 되었다.
더불어민주당 문재인 후보는 21.76%의 득표율을 기록하면서 2위를 차지했다. 문재인 후보는 지난 대선에 비해 약간 오른 득표율을 기록하였으며 득표율 20%를 돌파했다.
국민의당 안철수 후보는 14.97%의 득표율로 3위를 차지했다. 안철수 후보는 15% 미만의 득표율을 기록하면서 상대적으로 부진하였다.
바른정당 유승민 후보는 12.60%의 득표율을 기록하면서 4위를 차지했다. 유승민 후보는 전국에서 유일하게 대구광역시에서 두 자릿수 득표율을 기록하였다.
정의당 심상정 후보는 4.72%의 득표율로 5위를 차지했다.

### 주요 후보 결과
| 지역   | 문재인 | 문재인 | 홍준표  | 홍준표 | 안철수 | 안철수 | 유승민 | 유승민 | 심상정 | 심상정 |
| 지역   | 득표수 | 득표율 | 득표수  | 득표율 | 득표수 | 득표율 | 득표수 | 득표율 | 득표수 | 득표율 |
| ------ | ------ | ------ | ------- | ------ | ------ | ------ | ------ | ------ | ------ | ------ |
| 중구   | 11,477 | 22.09% | 24,698  | 47.54% | 7,170  | 13.80% | 5,931  | 11.41% | 2,369  | 4.56%  |
| 동구   | 47,350 | 20.99% | 100,166 | 44.41% | 31,351 | 13.90% | 35,819 | 15.88% | 9,509  | 4.21%  |
| 서구   | 22,004 | 17.32% | 68,782  | 54.15% | 17,808 | 14.02% | 12,259 | 9.65%  | 5,373  | 4.23%  |
| 남구   | 19,862 | 19.94% | 50,304  | 50.51% | 13,978 | 14.03% | 10,365 | 10.40% | 4,486  | 4.50%  |
| 북구   | 62,526 | 22.69% | 121,368 | 44.05% | 42,369 | 15.37% | 33,915 | 12.31% | 13,833 | 5.02%  |
| 수성구 | 64,922 | 22.82% | 123,074 | 43.26% | 43,698 | 15.36% | 38,613 | 13.57% | 12,778 | 4.49%  |
| 달서구 | 82,726 | 22.17% | 165,781 | 44.43% | 57,956 | 15.53% | 45,593 | 12.21% | 18,805 | 5.04%  |
| 달성군 | 31,753 | 23.13% | 60,032  | 43.73% | 21,427 | 15.60% | 15,964 | 11.63% | 7,287  | 5.30%  |

자유한국당 홍준표 후보가 대구광역시 내 전 지역에서 1위를 차지했다. 다만 50% 이상의 득표율을 기록한 지역은 서구와 남구 뿐으로 그동안 한 보수정당에 높은 득표율을 몰아주었던 양상은 이번 선거에서는 나타나지 않았다. 그럼에도 전 지역에서 2위를 차지한 문재인 후보에 20%p 이상의 격차를 벌리는데 성공하면서 압승을 거두었다.
더불어민주당 문재인 후보는 전 지역에서 2위를 차지했다. 문재인 후보는 서구와 남구를 제외한 모든 지역에서 20% 이상의 득표율을 기록했다.
국민의당 안철수 후보는 동구를 제외한 전 지역에서 3위를 차지했다. 안철수 후보는 원도심권인 중구, 서구 등에서 상대적으로 낮은 득표율을 기록하면서 부진했지만 나머지 지역에서는 득표율 15%를 달성했다.
바른정당 유승민 후보는 전 지역에서 두 자릿수대 득표율을 기록했다. 특히 국회의원 지역구인 동구에서는 15.88%의 득표율을 기록하면서 최고 득표율을 기록했으며 안철수 후보를 누르고 3위를 차지하기도 했다.
정의당 심상정 후보는 전 지역에서 4~5%대 득표율에 머물렀다.

## 같이 보기
- 대한민국 제19대 대통령 선거